# André Segatti
André Luciano Segatti (ur. 15 maja 1972 w São Paulo, w stanie São Paulo) – brazylijski aktor telewizyjny, teatralny i filmowy, model włoskiego pochodzenia.
W wieku 7 lat pojawiał się w różnych reklamach telewizyjnych. Mając 15 lat występował w teatrze amatorskim, m.in. Pasja Chrystusa, gdzie był jednym z apostołów Chrystusa. Po ukończeniu 17 lat zagrał w muzycznej komedii Książę Elisz, a potem m.in. Piękna i bestia, Trzej Królowie, Herkules. Równoległe, Wynajem przyjaciela, Lancelot, musical Pojedynek.
W wieku 21 lat podjął pracę jako model, mieszkał w Stanach Zjednoczonych i Europie. Potem trafił do telewizji grając w telenowelach Rede Globo, m.in. Malhação (Centrum) jako Draco. W miniserialu Król Dawid (2012) wystąpił w roli wojownika i łucznika w Paltiel, całkowicie wiernego królowi Saulowi.

## Wybrana filmografia

### Seriale TV
- 1997: O Amor está no ar jako Gorila
- 1998: Malhação (Centrum) jako Draco
- 1998: Torre de Babel  jako Handlarz
- 1998: Labirynt (Labirinto) jako Alex Campos Bonardi
- 1998-2002: Klasa Didi (A Turma do Didi) jako Andrezão
- 1999: Życie jak muzyka (Chiquinha Gonzaga) jako Eduardo Toledo
- 1999: Sai de Baixo jako dostawca pizzy
- 2005: Mandrake jako Yan
- 2005-2006: Dowód miłości (Prova de Amor) jako Gerião Correia
- 2007: Szalona rodzina (Louca Família) jako Zito
- 2008: Drogie serce (Os Mutantes) jako Ernesto Fair
- 2009: Prawo i przestępczość (A Lei e o Crime) jako Ferradura
- 2009: Piękna, brzydki (Bela, a Feia) jako Ivo Alencar
- 2009: Farma 2 (A Fazenda 2) w roli samego siebie
- 2012: Król Dawid (Rei Davi) jako Paltiel
- 2012: Balacobaco jako Jocislley Neves (Magno)
- 2014: Zorra Total jako Indiana João

### Filmy fabularne
- 1999: O Trapalhão ea Luz Azul jako Davi/Książę Levi
- 2009: Zespół (Syndrome) jako Gregory